# Касно, натпоручниче!
„Касно, натпоручниче!“ је југословенски филм из 1981. године. Режирао га је Бранко Иванда, а сценарио је писао Мирко Саболовић.

## Улоге
| Глумац             | Улога |
| ------------------ | ----- |
| Реља Башић         |       |
| Божидарка Фрајт    |       |
| Драгутин Клобучар  |       |
| Миодраг Кривокапић |       |
| Звонко Лепетић     |       |
| Ева Рас            |       |
| Златко Витез       |       |